# Tyron Owusu
Tyron Owusu (Lucerna, 8 giugno 2003) è un calciatore svizzero, centrocampista del Lucerna.

## Biografia
È figlio dell'ex calciatore ghanese Owusu Benson.

## Carriera

### Club
Cresciuto nel settore giovanile del Lucerna, ha firmato il suo primo contratto professionistico il 14 luglio 2020 e due giorni dopo ha debuttato in prima squadra nell'incontro di Super League perso 4-1 contro il San Gallo. Nei due anni successivi ha giocato con il Lucerna II a cavallo fra quarta e quinta divisione, per poi venire promosso definitivamente in prima squadra in vista della stagione 2024-2025. Ha segnato il suo primo gol il 2 febbraio 2025 nella partita vinta 2-0 contro il San Gallo.

### Nazionale
Ha giocato con le nazionali giovanili svizzere Under-16 ed Under-17.

## Statistiche

### Presenze e reti nei club
Statistiche aggiornate al 6 marzo 2025.
| Stagione        | Squadra         | Campionato      | Campionato | Campionato | Coppe nazionali | Coppe nazionali | Coppe nazionali | Coppe continentali | Coppe continentali | Coppe continentali | Altre coppe | Altre coppe | Altre coppe | Totale | Totale | Totale |
| Stagione        | Squadra         | Comp            | Pres       | Reti       | Comp            | Pres            | Reti            | Comp               | Pres               | Reti               | Comp        | Pres        | Reti        | Pres   | Reti   |        |
| --------------- | --------------- | --------------- | ---------- | ---------- | --------------- | --------------- | --------------- | ------------------ | ------------------ | ------------------ | ----------- | ----------- | ----------- | ------ | ------ | ------ |
| 2020-2021       | Lucerna II      | 1L              | 1          | 0          | -               | -               | -               | -                  | -                  | -                  | -           | -           | -           | 1      | 0      |        |
| 2021-2022       | Lucerna II      | 1L              | 4          | 0          | -               | -               | -               | -                  | -                  | -                  | -           | -           | -           | 4      | 0      |        |
| 2022-2023       | Lucerna II      | PL              | 22         | 2          | -               | -               | -               | -                  | -                  | -                  | -           | -           | -           | 22     | 2      |        |
| 2023-2024       | Lucerna II      | PL              | 11         | 1          | -               | -               | -               | -                  | -                  | -                  | -           | -           | -           | 11     | 1      |        |
| 2019-2020       | Lucerna         | SL              | 1          | 0          | CS              | 0               | 0               | -                  | -                  | -                  | -           | -           | -           | 1      | 0      |        |
| 2024-2025       | Lucerna         | SL              | 24         | 1          | CS              | 1               | 0               | -                  | -                  | -                  | -           | -           | -           | 25     | 1      |        |
| Totale carriera | Totale carriera | Totale carriera | 63         | 4          |                 | 1               | 0               |                    | -                  | -                  |             | -           | -           | 64     | 4      |        |